# 균전제
균전제(均田制)는 토지를 균등하게 분배하는 제도로 중국 고대의 중요한 토지 제도 중 하나이다. 중국에서는 남북조 시대 북위 (북조)에서부터 시작하여 북제, 북주로 이어지고, 이후 당 나라 중반까지 시행되었다. 약 300여 년간 실시되었다. 많은 토지를 호족이 사적으로 소유하는 것을 억제하고 농민을 토지에 정착시키기 위해 실시하였다. 왕조에 따라 다소의 변화는 있었지만 대체로 21∼59세의 성인에게 일정한 면적의 토지를 지급하고 조세와 병역을 부담시키고 노령이 되면 다시 회수하였다.

## 조선
조선 왕조에서도, 중종 13년, 조광조가 균전제 등 급진적인 토지 개혁 방안을 들고 나오기도 하였다.

## 한 왕조 당시의 토지 제도
당시 중국의 한 왕조에는 한전제라는 것이 있었다.

## 북위의 균전제
균전제는 서기 485년 남북조 시대 (한족 국가가 아닌) 북위의 효문황제가 처음 시행하였다. 이 제도는 다른 왕조에도 채택되어 수나라 및 당나라까지 이어졌다.
균전제는 모든 토지가 조정의 소유라는 전제하에서 출발한다. 노예를 포함한 모든 농민들이 각각 그들의 경작 능력에 따라 일정량의 토지를 분배받았다.

### 제도 시행 배경
485년에 공포된 균전제는 오랜 전란으로 황폐해진 농경지를 노동력을 갖춘 몰락농민에게 분배함으로써, 농업 생산력을 높여 안정적인 세수와 요역의 확보를 꾀하려는 것을 목표로 하였다. 이에 앞서 484년, 관리에게 처음으로 봉록을 지급하는 봉록제를 실시해 관리의 기강을 확립했다.

### 구체적인 내용
485년 한족관료인 이안세의 건의에 따라 시행한 균전제의 내용은 15세에서 70세까지의 성인을 대상으로 남자 40무, 여자 20무의 노전을 지급하고, 마전은 남자 10무, 여자는 5무를 지급했다. 이 토지들은 70세가 되거나 사망시 국가에 반환해야 하는 토지였다. 마 경작이 어려운 토지일 경우에는 상전을 지급했는데 성인 남자가 20무를 지급받았다. 이외에 원택지를 지급하고 노비와 경우의 수에 따라 토지를 지급했다.이로써 균전제의 실시 목적이 토지 소유의 제한보다는 농업생산력의 회복과 징세원의 확보에 있었음을 짐작할 수 있다.

## 같이 보기
- 정전법
- 중화인민공화국의 농업
- 중화인민공화국의 경제